# بيلي بارنز (ملحن)
بيلي بارنز (بالإنجليزية: Billy Barnes)‏ هو ملحن أمريكي، ولد في 27 يناير 1927 في لوس أنجلوس في الولايات المتحدة، وتوفي بنفس المكان في 25 سبتمبر 2012 بسبب مرض آلزهايمر.

## وصلات خارجية
- بيلي بارنز على موقع IMDb (الإنجليزية)
- بيلي بارنز على موقع ميوزك برينز (الإنجليزية)
- بيلي بارنز على موقع قاعدة بيانات برودواي على الإنترنت (الإنجليزية)
- بيلي بارنز على موقع أول ميوزيك (الإنجليزية)
- بيلي بارنز على موقع ديسكوغز (الإنجليزية)
- بيلي بارنز على موقع قاعدة بيانات الفيلم (الإنجليزية)